# 卡斯讷伊
卡斯讷伊（法語：Casseneuil，法語發音：[kasnœj]）是法国洛特-加龙省的一个市镇，属于洛特河畔新城区。

## 地理
卡斯讷伊（44°26'34"N, 0°37'16"E）面积18.09 平方千米，位于法国新阿基坦大区洛特-加龍省，该省份为法国西南部内陆省份，北起多爾多涅省，西接吉倫特省和朗德省，南至热尔省，东临塔恩-加龙省和洛特省。
与卡斯讷伊接壤的市镇（或旧市镇、城区）包括：洛特河畔圣利夫拉德、比亚斯、莱达、帕约勒、皮内勒-欧特里沃、圣帕斯图尔。

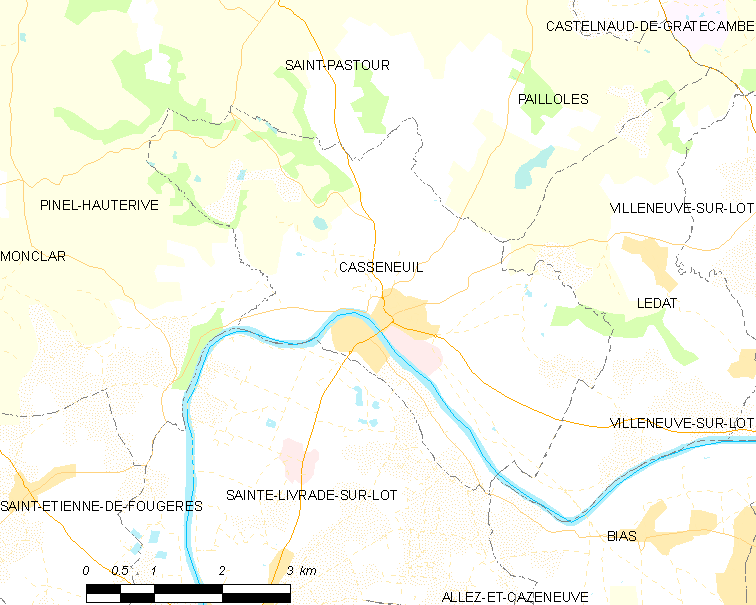
卡斯讷伊的OSM定位图

卡斯讷伊的时区为UTC+01:00、UTC+02:00（夏令时）。

## 行政
卡斯讷伊的邮政编码为47440，INSEE市镇编码为47049。

## 政治
卡斯讷伊所属的省级选区为勒利夫拉代县。

## 人口

1962-2008年间卡斯讷伊人口变化图示

卡斯讷伊于2022年1月1日时的人口数量为2340人。